# Ди-трет-бутилпероксид
Ди-трет-бутилпероксид (пероксид трет-бутила) — органическое соединение, относящееся к симметричным органическим пероксидам.

## Физические и химические свойства
Ди-трет-бутилпероксид представляет собой бесцветную жидкость, способную перегоняться при атмосферном давлении. В воде малорастворим (0,9 %). От сильного трения и удара способен взрываться. Сравнительно устойчив при хранении.
При термолизе распадается по O-O связи по гомолитическому механизму:
{\displaystyle {\mathsf {(CH_{3})_{3}COOC(CH_{3})_{3}\rightarrow 2(CH_{3})_{3}CO\cdot }}}
Образовавшиеся радикалы отрывают атом водорода от других молекул пероксида и молекул растворителя, рекомбинируют с другими радикалами и др., приводя к сложной смеси продуктов, среди которых преобладают трет-бутанол, ацетон и этан.
Проявляет окислительные свойства, в частности, окисляет иодид калия в уксусной кислоте до иода.

## Получение и применение
Промышленный синтез ди-трет-бутилпероксида заключается в реакции трет-бутанола с 50%-ным пероксидом водорода в присутствии серной кислоты, отделении от других продуктов реакции промывке и сушке. Схема реакции:
{\displaystyle {\mathsf {2(CH_{3})_{3}COH+H_{2}O_{2}{\xrightarrow[{20-21^{o}C}]{H_{2}SO_{4}}}(CH_{3})_{3}COOC(CH_{3})_{3}+2H_{2}O}}}
В лабораторных условиях ди-трет-бутилпероксид очищают перегонкой при пониженном давлении.
Ди-трет-бутилпероксид (торговые марки Trigonox B, Luperox DI) используется в промышленности в качестве инициатора радикальной полимеризации и теломеризации, а также как вулканизирующий агент.

## Меры безопасности
Ди-трет-бутилпероксид при воздействии на кожу вызывает дерматиты, трудно поддающиеся лечению. При попадании в организм воздействует на центральную нервную систему.
Ди-трет-бутилпероксид является пожаро- и взрывоопасным соединением. При работе следует избегать его контакта с переходными металлами и их солями, катализирующими разложение пероксидов. При розливе ди-трет-бутилпероксид собирают песком, вывозят и сжигают. При воспламенении его тушат не водой, поскольку ди-трет-бутилпероксид всплывает и продолжает гореть, а песком, углекислотными и порошковыми огнетушителями.